# ビューティフル・イーディス
『ビューティフル・イーディス』（原題：Now Please Don't You Cry, Beautiful Edith）は、アメリカ合衆国のジャズ・ミュージシャン、ローランド・カークが1967年にヴァーヴ・レコードから発表したスタジオ・アルバム。

## 解説
アトランティック・レコードと正式に専属契約を結ぶ前の作品で、カークのリーダー・アルバムとしては唯一、ヴァーヴ・レコードにより制作された。「アルフィー」はバート・バカラックとハル・デヴィッドが共作した曲のカヴァーだが、エンディング近くにはソニー・ロリンズが作曲した同名異曲のメロディも登場する。「ナウ・プリーズ・ドント・ユー・クライ、ビューティフル・イーディス」は、カークの当時の妻イーディスに捧げられた曲である。
Thom Jurekはオールミュージックにおいて5点満点中4.5点を付け「カークのグルーヴ・サイドの出発点」「聴き手に『ブラックナス』や『ブギ・ウギ・ストリング・アロング・フォー・リアル』といったアルバムを探求させる手がかりとなり、あらゆる面において、これら2枚のアルバムと同等の価値がある」と評している。

## リイシュー
1990年にエマーシー・レコードから発売された再発CDは、1965年のアルバム『リップ、リグ&パニック』との2 in 1であった。2004年には、日本のユニバーサルミュージックにより単体での世界初CD化（この時の邦題は『ビューティフル・エディス』）を果たした。

## 収録曲
特記なき楽曲はローランド・カーク作。
1. ブルー・ロル - "Blue Rol" - 6:11
2. アルフィー - "Alfie" (Burt Bacharach, Hal David) - 2:54
3. ホワイ・ドント・ゼイ・ノウ - "Why Don't They Know?" - 2:56
4. シルヴァーライゼーション - "Silverlization" - 5:01
5. フォール・アウト - "Fall Out" - 3:03
6. ナウ・プリーズ・ドント・ユー・クライ、ビューティフル・イーディス - "Now Please Don't You Cry, Beautiful Edith" - 4:25
7. ストンピン・グラウンド - "Stompin' Ground" - 4:48
8. イッツ・ア・グランド・ナイト・フォー・スウィンギング - "It's a Grand Night for Swinging" (Billy Taylor) - 3:09

## 参加ミュージシャン
- ローランド・カーク - テナー・サクソフォーン、フルート、マンツェロ、ストリッチ
- ロニー・リストン・スミス - ピアノ
- ロナルド・ボイキンス - ベース
- グラディ・テイト - ドラムス